# Юнацький чемпіонат Європи з футболу (U-17) 2009
Чемпіонат Європи з футболу серед юнаків віком до 17 років 2009 року — восьмий розіграш турніру (після зміни назви), який пройшов в Німеччині з 6 по 18 травня 2009 року. Переможцем втретє у своїй історії стала збірна господарів змагання, яка у фіналі з мінімальним рахунком 2:1 у додатковий час перемогла збірну Нідерландів.

## Кваліфікація
Докладніше:
- Юнацький чемпіонат Європи з футболу (U-17) 2009 (кваліфікаційний раунд)
- Юнацький чемпіонат Європи з футболу (U-17) 2009 (елітний раунд)

## Груповий раунд

### Група A
| Збірна    | І | В | Н | П | ГЗ | ГП | РГ | О |
| --------- | - | - | - | - | -- | -- | -- | - |
| Швейцарія | 3 | 1 | 2 | 0 | 4  | 2  | +2 | 5 |
| Італія    | 3 | 1 | 1 | 1 | 3  | 4  | −1 | 4 |
| Іспанія   | 3 | 0 | 3 | 0 | 0  | 0  | 0  | 3 |
| Франція   | 3 | 0 | 2 | 1 | 2  | 3  | −1 | 2 |

| 6 травня 2009 11:00 CET |

| Іспанія | 0:0      | Італія |
| ------- | -------- | ------ |
|         | Протокол |        |

| Пауль Грайфцу, Дессау-Росслау Глядачів: 2 873 Арбітр: Владислав Безбородов |

| 6 травня 2009 11:00 CET |

| Франція  | 1:1      | Швейцарія      |
| -------- | -------- | -------------- |
| Сіту 76' | Протокол | Бен Халіфа 59' |

| Штадіон ам Бад, Маркранштедт Глядачів: 2 200 Арбітр: Том-Гаральд Гаґен |

| 9 травня 2009 12:00 CET |

| Іспанія | 0:0      | Франція |
| ------- | -------- | ------- |
|         | Протокол |         |

| Штадіон дер Фройндшафт, Грімма Глядачів: 2 500 Арбітр: Герхард Гробелінк |

| 9 травня 2009 14:00 CET |

| Італія      | 1:3      | Швейцарія                                   |
| ----------- | -------- | ------------------------------------------- |
| Беретта 31' | Протокол | Німелей 29' (пен.) Гонсалвес 65' Камбер 74' |

| Гафенштадіон, Торгау Глядачів: 2 550 Арбітр: Георгіос Далукас |

| 12 травня 2009 11:00 CET |

| Швейцарія | 0:0      | Іспанія |
| --------- | -------- | ------- |
|           | Протокол |         |

| Спорт- унд Фрайцайтцентрум, Зандерсдорф-Брена Глядачів: 4 550 Арбітр: Милорад Мажич |

| 12 травня 2009 11:00 CET |

| Італія                           | 2:1      | Франція    |
| -------------------------------- | -------- | ---------- |
| Дель Агнелло 38' Сіні 50' (пен.) | Протокол | Кебано 18' |

| Шпортцетрум Тауха, Тауха Глядачів: 2 300 Арбітр: Павел Гіль |

### Група B
| Збірна     | І | В | Н | П | ГЗ | ГП | РГ | О |
| ---------- | - | - | - | - | -- | -- | -- | - |
| Німеччина  | 3 | 3 | 0 | 0 | 9  | 1  | +8 | 9 |
| Нідерланди | 3 | 1 | 1 | 1 | 3  | 4  | −1 | 4 |
| Туреччина  | 3 | 1 | 0 | 2 | 3  | 5  | −2 | 3 |
| Англія     | 3 | 0 | 1 | 2 | 1  | 6  | −5 | 1 |

| 6 травня 2009 11:00 CET |

| Англія      | 1:1      | Нідерланди |
| ----------- | -------- | ---------- |
| Гарбатт 69' | Протокол | Озьякуп 4' |

| Штадіон дер Фройндшафт, Гера Глядачів: 4 600 Арбітр: Георгіос Далукас |

| 6 травня 2009 18:15 CET |

| Німеччина                              | 3:1      | Туреччина |
| -------------------------------------- | -------- | --------- |
| Шайдгауер 11' Бухтманн 51' Мустафі 67' | Протокол | Сари 10'  |

| Штайгервальдштадіон, Ерфурт Глядачів: 5 107 Арбітр: Милорад Мажич |

| 9 травня 2009 14:00 CET |

| Туреччина | 1:2      | Нідерланди                  |
| --------- | -------- | --------------------------- |
| Демір 65' | Протокол | Кастайньйос 40+1' Ліжон 56' |

| Арена Мойзельвіц, Мойзельвіц Глядачів: 2 200 Арбітр: Том-Гаральд Гаґен |

| 9 травня 2009 14:00 CET |

| Німеччина                                | 4:0      | Англія |
| ---------------------------------------- | -------- | ------ |
| Лабус 13' Ті 37' Шайдгауер 56' Гетце 74' | Протокол |        |

| Ернст-Аббе-Шпортфельд, Єна Глядачів: 8 500 Арбітр: Павел Гіль |

| 12 травня 2009 17:45 CET |

| Нідерланди | 0:2      | Німеччина        |
| ---------- | -------- | ---------------- |
|            | Протокол | Ті 35' Янцер 44' |

| Ернст-Аббе-Шпортфельд, Єна Глядачів: 6 831 Арбітр: Владислав Безбородов |

| 12 травня 2009 17:45 CET |

| Туреччина | 1:0      | Англія |
| --------- | -------- | ------ |
| Шекер 74' | Протокол |        |

| Фолькспаркштадіон, Гота Глядачів: 3 456 Арбітр: Герхард Гробелінк |

## Плей-оф

### Півфінали
| 15 травня 2009 11:00 CET |

| Швейцарія  | 1:2      | Нідерланди                |
| ---------- | -------- | ------------------------- |
| Камбер 52' | Протокол | Ісуфі 17' Кастайньйос 40' |

| Штадіон дер Фройндшафт, Грімма Глядачів: 5 500 Арбітр: Том-Гаральд Гаґен |

| 15 травня 2009 17:45 CET |

| Німеччина                 | 2:0      | Італія |
| ------------------------- | -------- | ------ |
| Ябо 70' Басала-Мазана 76' | Протокол |        |

| Пауль Грайфцу, Дессау-Росслау Глядачів: 6 471 Арбітр: Милорад Мажич |

### Фінал
| 18 травня 2009 11:00 CET |

| Нідерланди     | 1:2 дч   | Німеччина         |
| -------------- | -------- | ----------------- |
| Кастайньйос 7' | Протокол | Ті 34' Трінкс 97' |

| Штадіон Магдебург, Магдебург Глядачів: 24 000 Арбітр: Владислав Безбородов |